# 히토쓰바시다이가쿠역

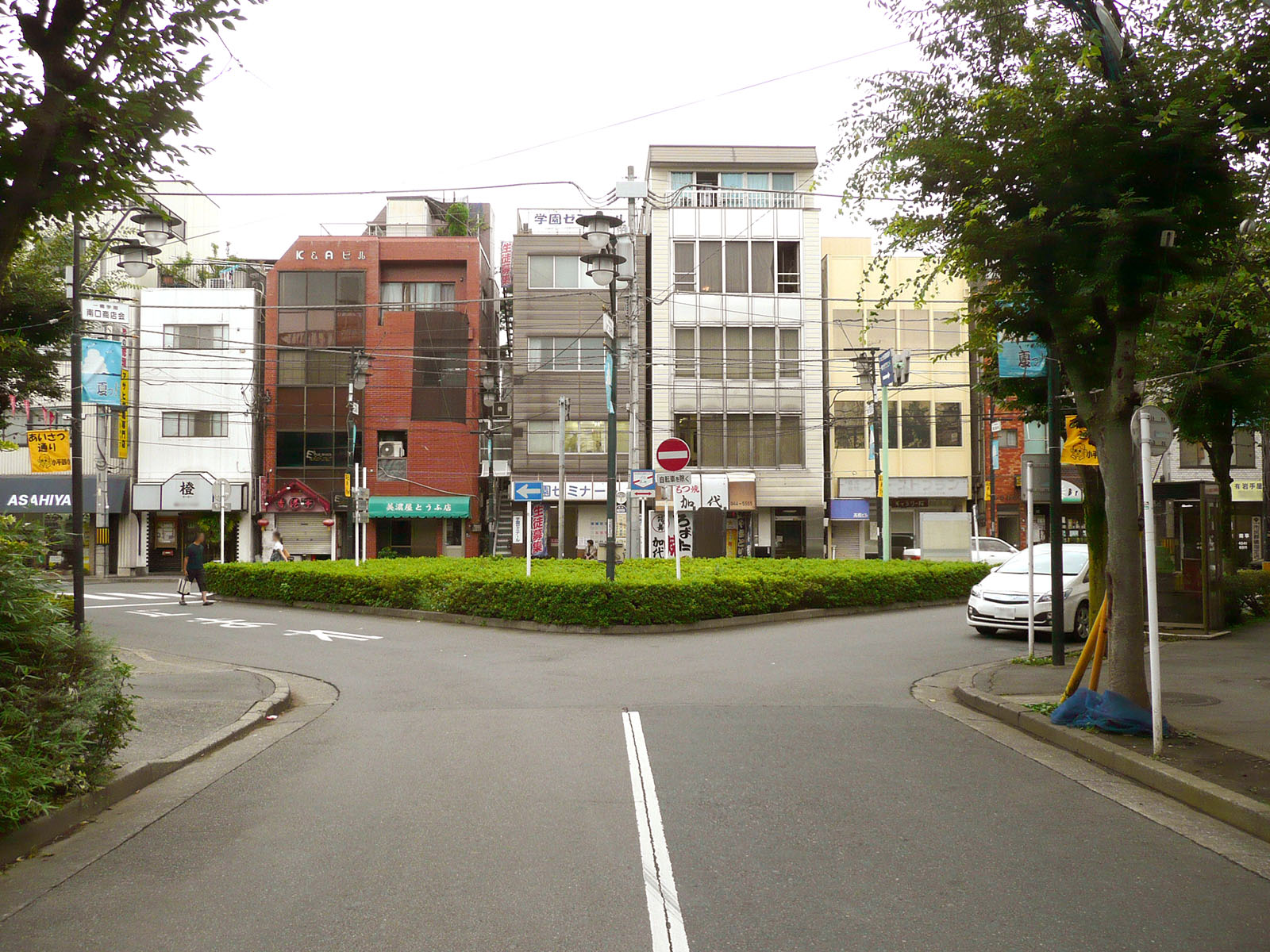

히토쓰바시다이가쿠역(일본어: 一橋大学駅 ひとつばしだいがくえき[*])은 일본 도쿄도 고다이라시에 위치한 세이부 철도 타마코선의 폐역이다.

## 역사
- 1933년 9월 11일 : 상대예과앞역이라는 역명으로 개통
- 1949년 : 히토쓰바시다이가쿠역으로 개명
- 1966년 7월 1일 : 코다이라가쿠엔역과의 중간 지점에 세워진 히토쓰바시가쿠엔역에 흡수되며 폐역